# Robert Lee Moore
Pour les articles homonymes, voir Moore, Robert Moore et Robert Lee Moore (homonymie).
Robert Lee Moore, né le 14 novembre 1882 à Dallas et mort le 4 octobre 1974 à Austin, est un mathématicien américain. Il est connu pour ses travaux en topologie générale et pour avoir créé la méthode d'enseignement des mathématiques qui porte son nom.

## Biographie
Robert Lee Moore est le cinquième d'une fratrie de six enfants. Son père avait combattu durant la guerre de Sécession du côté des confédérés et Robert Lee est ainsi prénommé en hommage au général Robert Lee.
Robert Lee Moore est entré à l'âge de 16 ans en 1898 à l'université du Texas après avoir appris le calcul infinitésimal en autodidacte.
Moore a enseigné un an à Marshall, Texas, puis un an à l'université du Tennessee, puis deux ans à Princeton, et trois ans à l'université Northwestern. En 1911, il prend un poste à l'université de Pennsylvanie.
À partir de 1920, Moore revient à l'université du Texas.

## Racisme
Moore a passé l'essentiel de sa vie dans l'Amérique ségrégationniste. Lorsque des Américains noirs ont été admis à l'université du Texas, où il enseignait, il s'est arrangé pour qu'aucun d'entre eux ne soit inscrit dans son cours.